# アラルンガル
アラルンガル（Alalngar、Alalĝar、Alalgar、Alaljar）は、シュメール王名表によると古代メソポタミア・エリドゥの2代目のエンシ。

## 略歴
シュメールの2代目の王。また、シュメール王名表によるとアラルンガルはア・ル・リムに先立たれた。
さらに、アラルンガルからバッド・ティビラのエン・メン・ルアナによって継承された。
アラルンガルは3万6千年の間統治したとされる（実在した場合、アラルンガルは紀元前2900年頃に統治していた可能性がある）。